# Kostel Nejsvětější Trojice (Bystřice nad Pernštejnem)

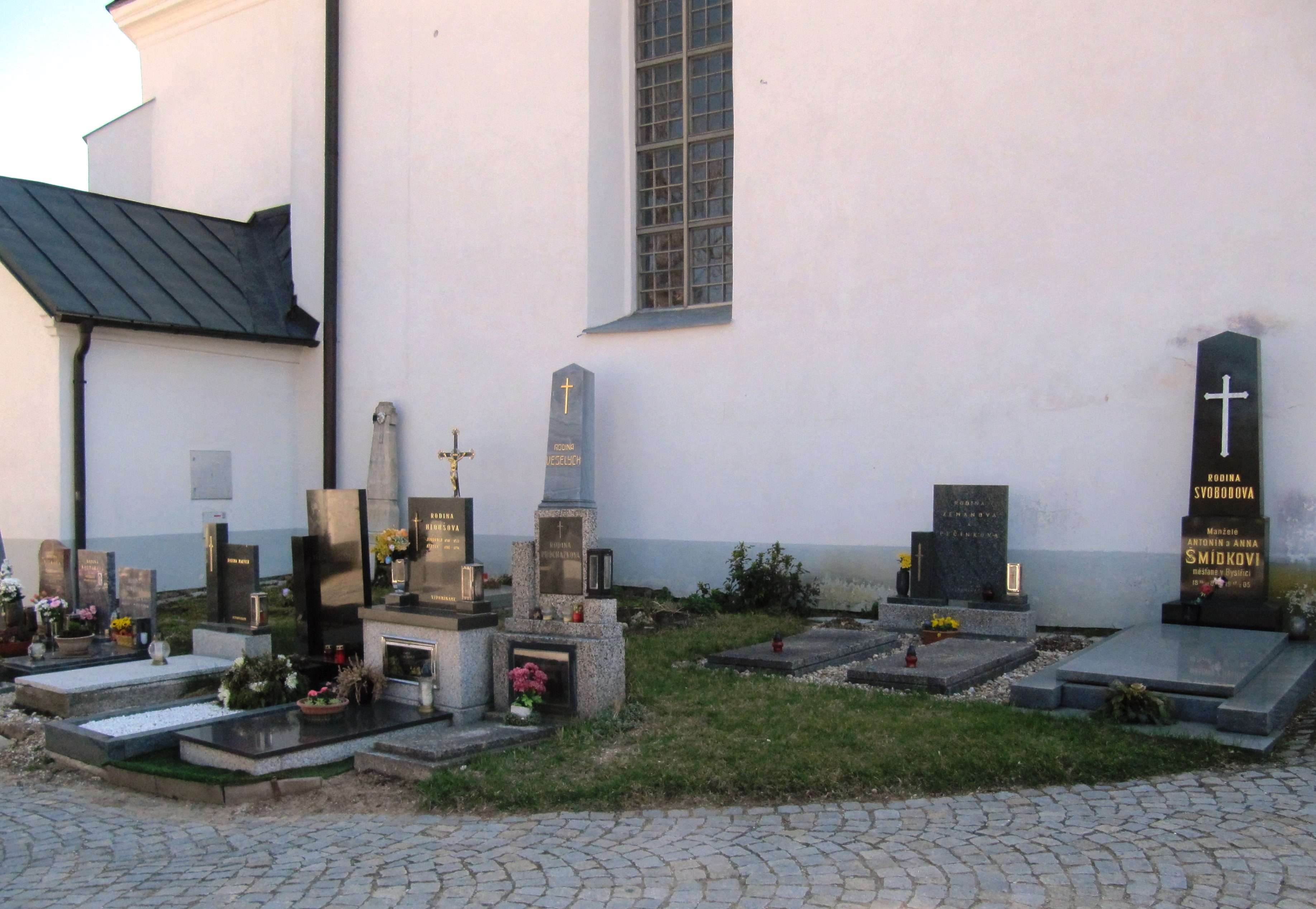
Severní sakristie.

Kostel Nejsvětější Trojice (také kostel svaté Trojice) je filiální kostel v římskokatolické farnosti Bystřice nad Pernštejnem, obklopený hřbitovem u Novoměstské ulici v Bystřici nad Pernštejnem.
Jedná se slohově o velmi pozdní gotickou jednolodní stavba s pětibokým kněžištěm členěným pilíři a sedlovou střechou se šestibokým sanktusníkem s jedním stokilogramovým zvonem zvaným Boží (z doby kolem roku 1600) a zvoničkou na západním průčelí s třicetikilogramovým zvonem (s letopočtem 1776).
Kostel je chráněn jako kulturní památka České republiky.

## Historie
Kostel byl dokončen roku 1615 (jak dokládá dendrochronologie původních trámů krovu nad kněžištěm) za Jana Čejky z Olbramovic, tehdejšího majitele panství Bystřice nad Pernštejnem, pro místní luterány čili evangelíky. V tuto dobu měla kostelní loď plochý trámový strop a výsečovou hřebínkovou klenbu se svorníkem jen v presbytáři, která se zde dochovala. V pobělohorském období Třicetileté války byl kostel předán římskokatolické farnosti a nemáme o jeho využití v 17. století zprávy.
Až v roce 1735 byla původní stavba kostela zásadněji upravena, když kostelní loď získala současnou barokní valenou klenbou s výsečemi, včetně stávajícího střešního krovu (jak potvrdila dendrochronologie) a byla vybudována rodová hrobka (s mramorovým erbovním náhrobníkem) Arnoštem Matyášem Mitrovským z Nemyšle, od roku 1731 novým majitelem bystřického panství, který byl nakonec pohřben v Brně.
Nejpozději v 18. století získal kostel své tři oltáře. Kromě hlavního oltáře Nejsvětější Trojice také dva boční oltáře, k poctě Madony a sv. Antonína. Jejich současná podoba pochází až z roku 1903, kdy byl do kostela pořízen kompletní novogotický mobiliář, včetně dřevořezbových obrazů křížové cesty atd.
Po zrušení původního hřbitova u farního kostela sv. Vavřince na náměstí v důsledku josefínských reforem, se od začátku 19. století stal kostelem hřbitovním. Takže původní (zazděná) jižní vstupní předsíň (s hřebínkovou křížovou klenbou, jaká se nachází i v sakristii na severní straně kněžiště) se stala márnicí a od konce 19. století zazděná západní vstupní předsíň slouží jako vstup (vřetenovým schodištěm) na dřevěnou varhaní kruchtu. Druhotně proražené stávající hlavní vchody (s dvoukřídlými dveřmi) se proto nachází pod severozápadním a jihozápadním lomeným oknem (severní je hlavní a jižní se již téměř nevyužívá).

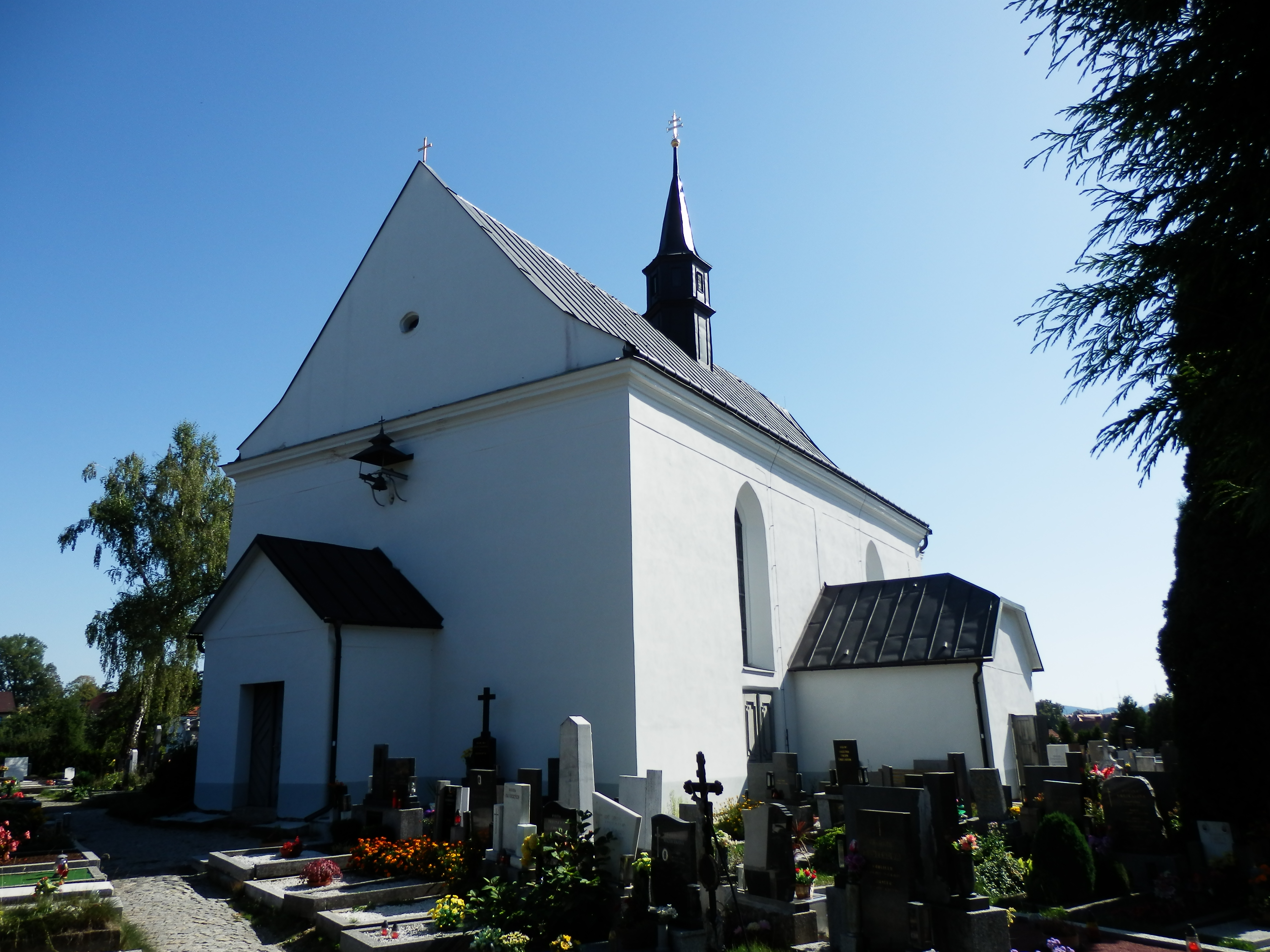
Západní průčelí.

### Externí odkazy

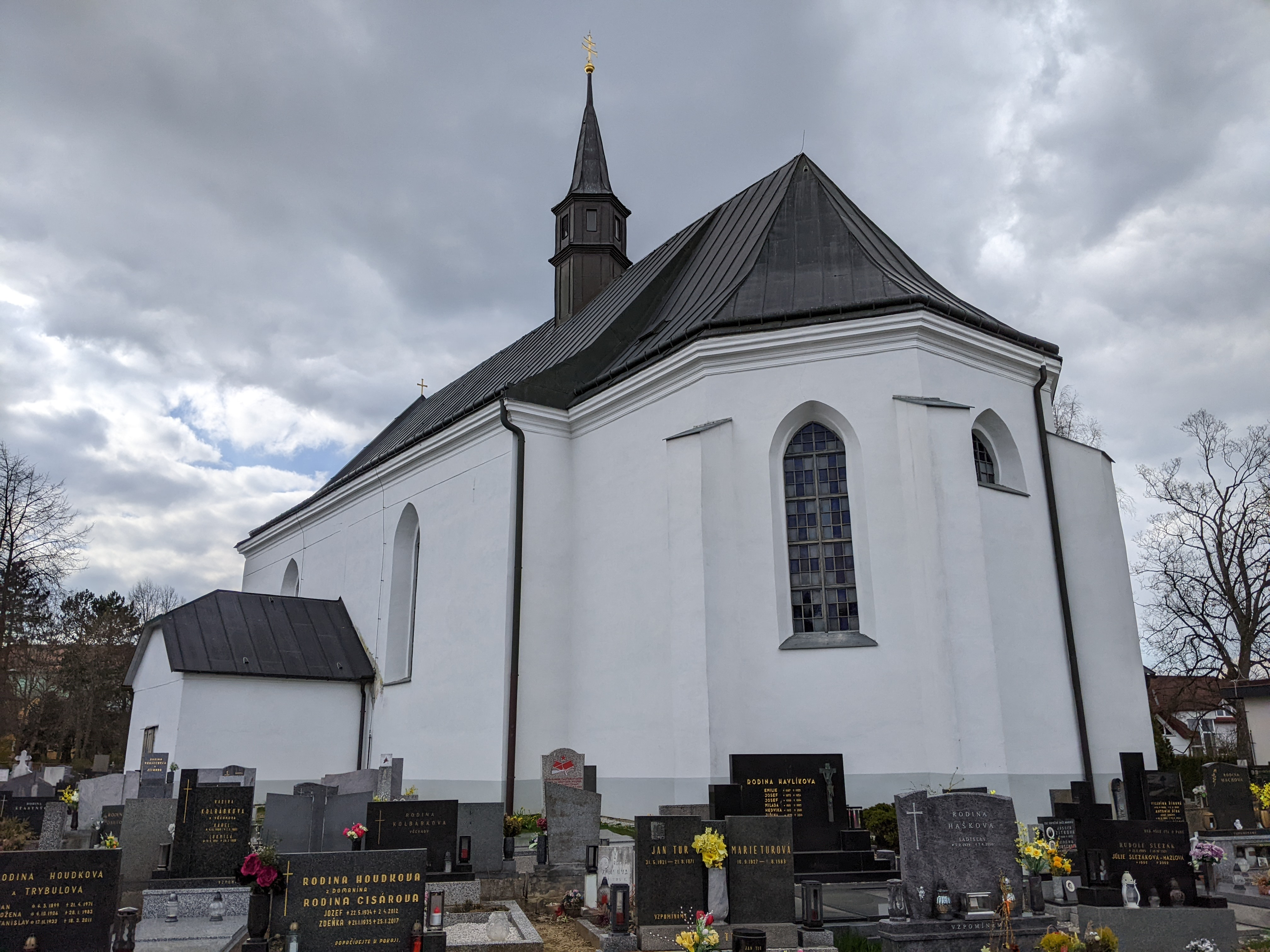
Východní kněžiště.